# ゲオルク・オシアン・サーシュ

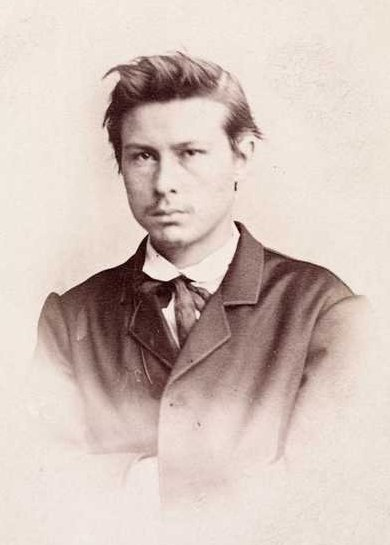
Georg Ossian Sars, （1865年頃）

ゲオルク・オシアン・サーシュ（Georg Ossian Sars、1837年4月20日 – 1927年4月9日）はノルウェーの海洋生物学者である。

## 生涯
ソグン・オ・フィヨーラネ県のKinn（現、flora）に生まれた。父親は牧師で動物学者のミハエル・サーシュ（Michael Sars:1805–1869）である。兄は歴史家のアーンスト・サーシュ（Ernst Sars: 1835-1917）で、妹はメゾソプラノ歌手のエヴァ・ナンセン（Eva Helene Nansen:1858–1907）である。HordalandのMangerで育ち、1852年からベルゲンカセドラルスクールで学び、クリスチナ大学（現在のオスロ大学）で医学を学び、生物学に興味を持ち、Wilhelm Lilljeborgのもとで、地元の湖で水棲生物を集めた。新種を発見し、最初の生物学の論文を執筆した。優れた記憶力と図の描写力を持ち、父親の動物学研究の図版を描いた。
プランクトン研究のパイオニアで、政府の援助をうけてノルウェー沿岸の魚類の研究を行った。サーシュの発見の一つはタラの産卵地に関するものである。甲殻類やその分類を研究し、多くの新種の記載を行った。『ノルウェーの甲殻類詳述』（An Account of the Crustacea of Norway）が主著である。1910年にリンネ・メダルを受賞した。
多くの海洋無脊椎動物に献名されており、学術誌のSarsiaのタイトルにも命名されている。ノルウェーの海洋調査船「G.O.Sars」号にも命名されている。

## 著書の図版

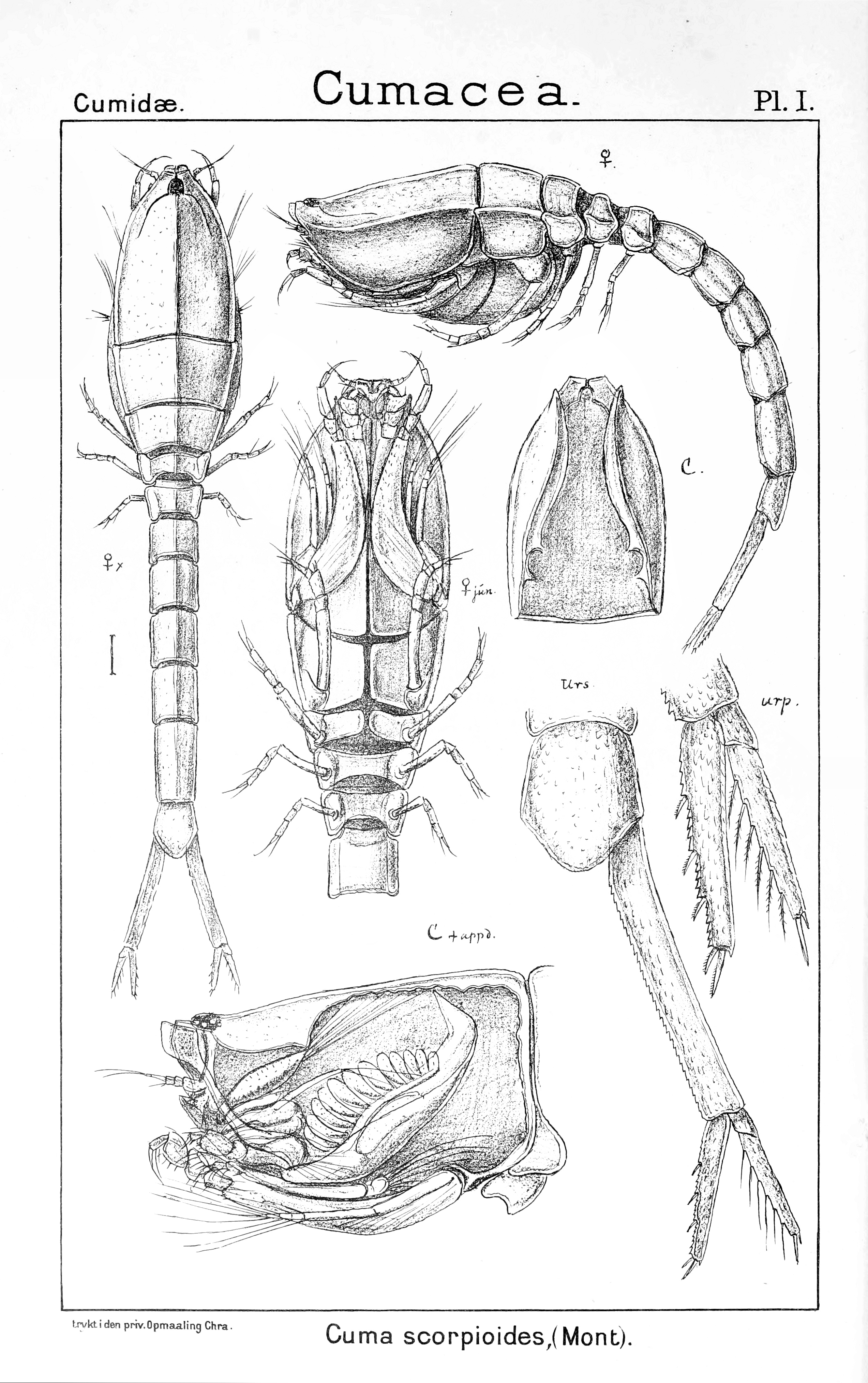
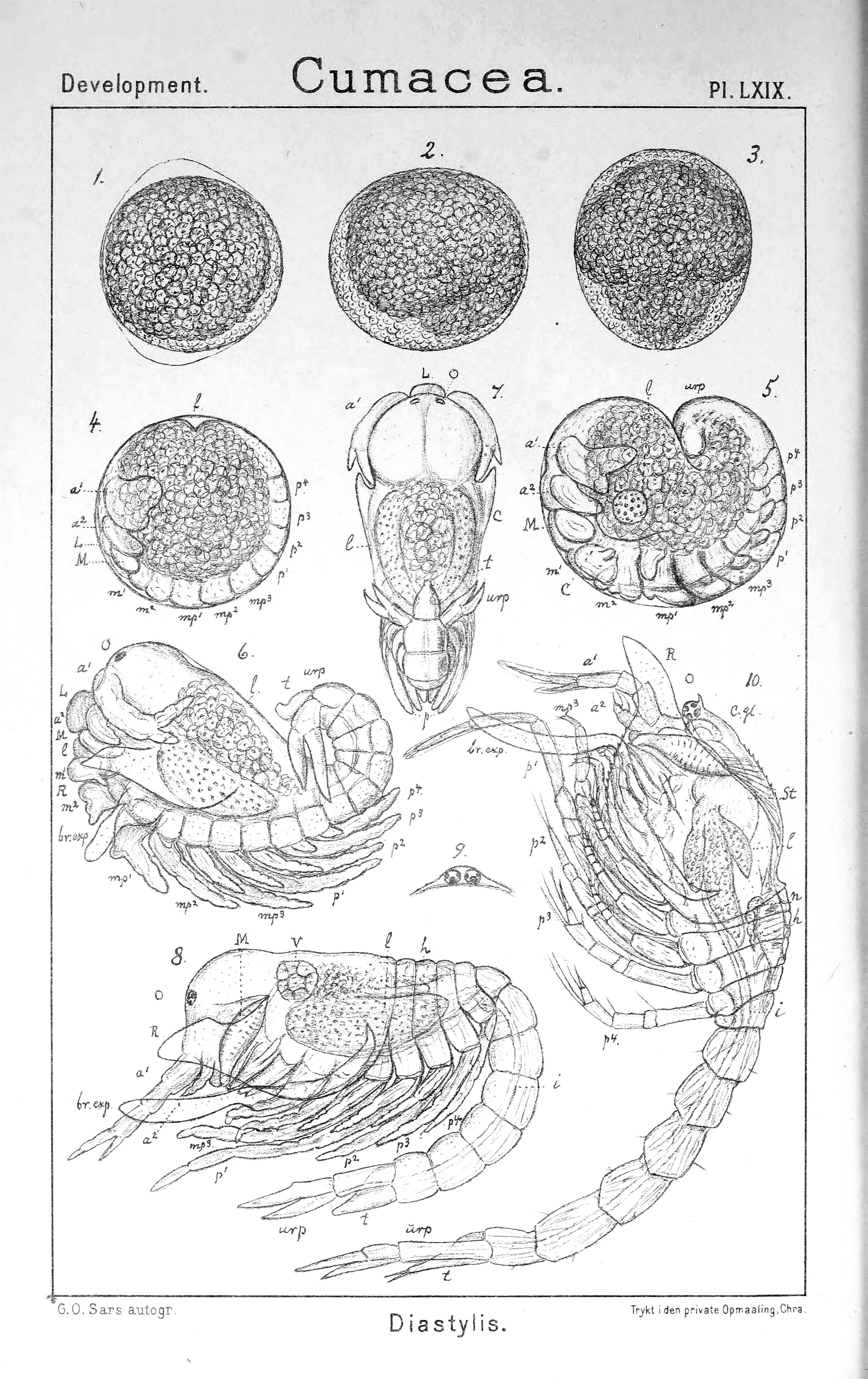
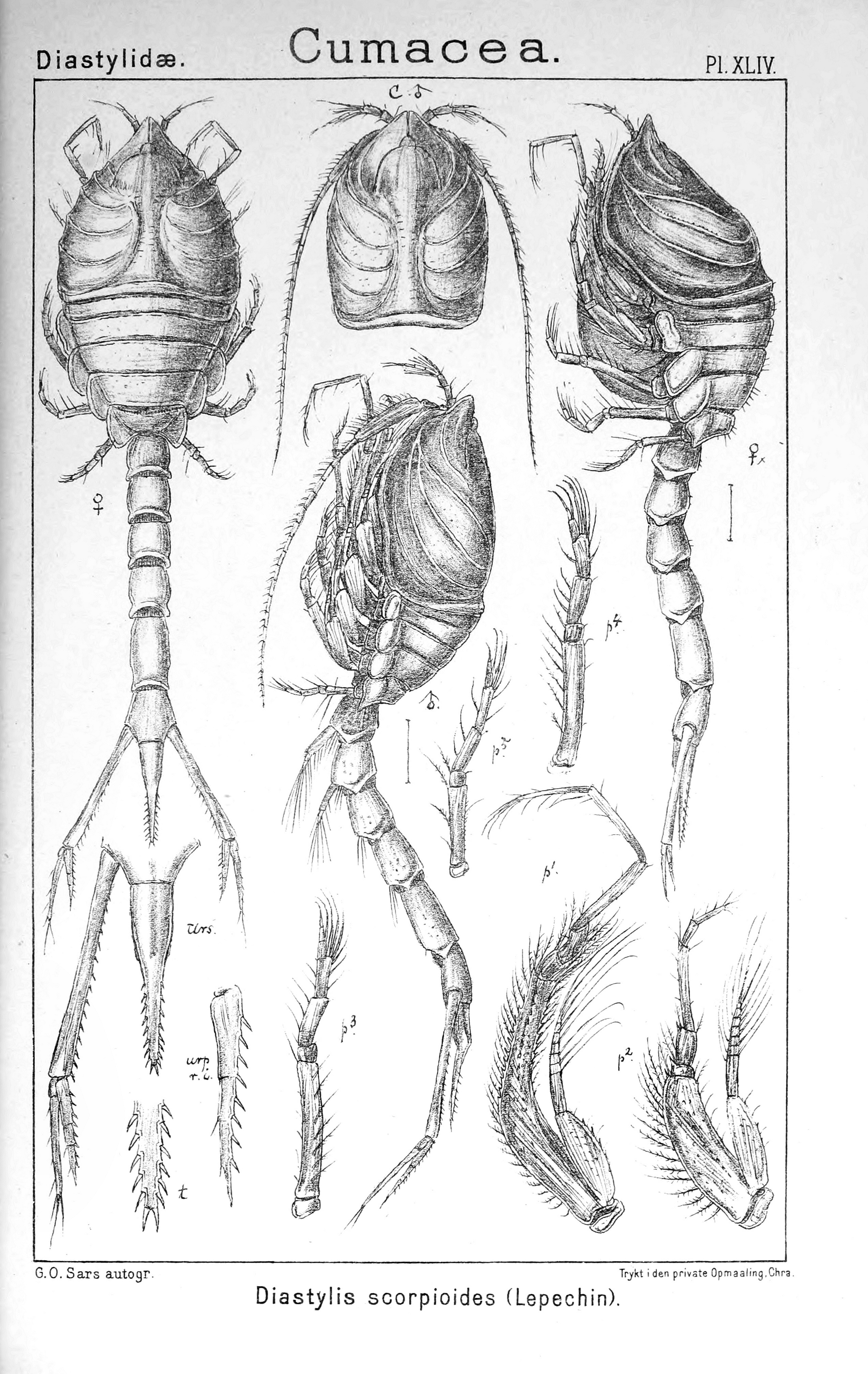
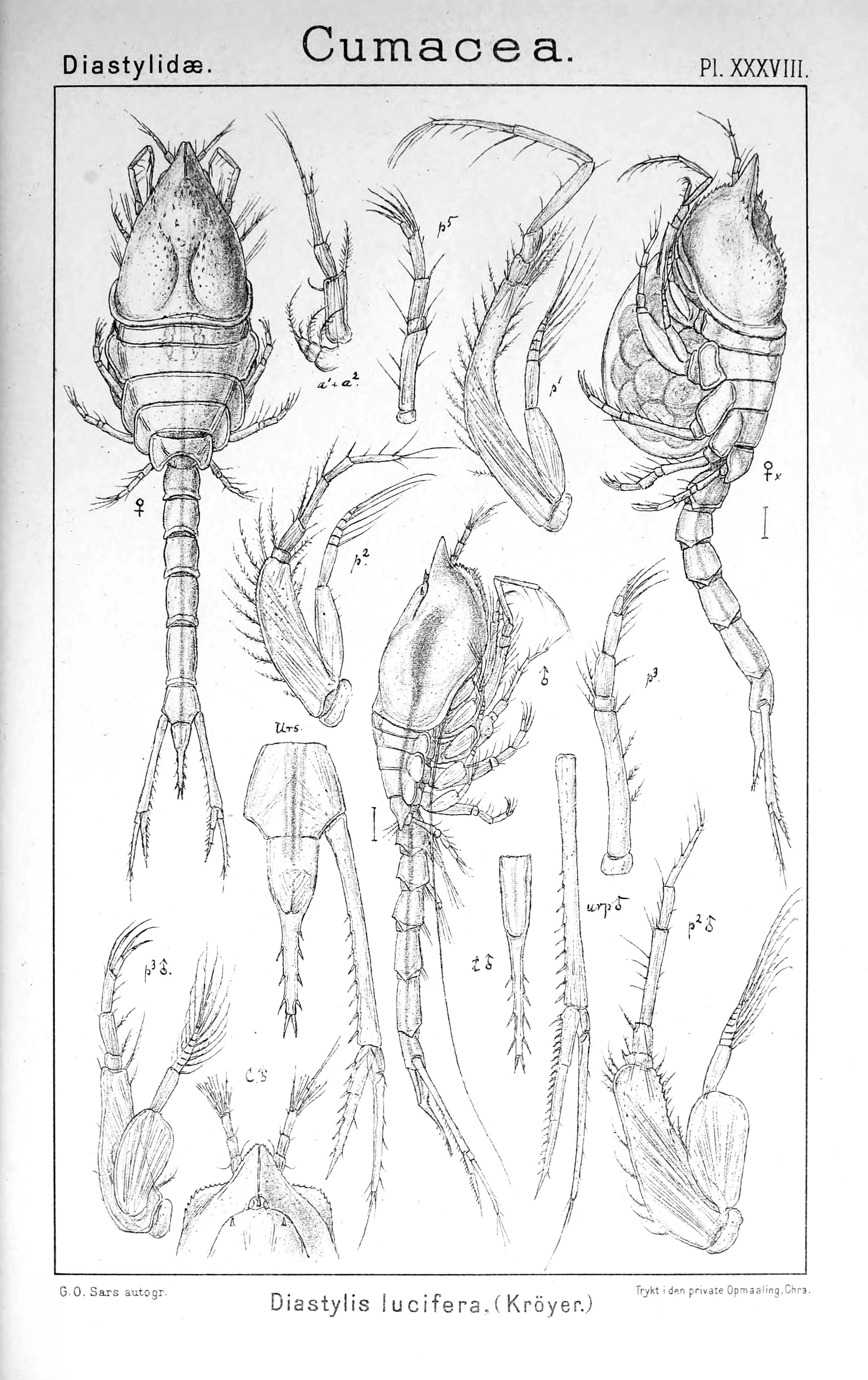